# NGC 2161
NGC 2161 (również ESO 33-SC31) – gromada otwarta, znajdująca się w gwiazdozbiorze Góry Stołowej. Należy do Wielkiego Obłoku Magellana. Odkrył ją John Herschel 8 lutego 1836 roku.